# منطقة جونغ (سول)
منطقة جونغ (هانغل: 중구 ؛ هانجا: 中 區 ؛ أي المنطقة الوسطى) هي واحدة من 25 منطقة في التقسيم الإداري الذي يشكل مدينة سول في كوريا الجنوبية، تقع المنطقة شمال نهر هان كما يوحي اسمها في وسط مدينة سيول التاريخية.
تقع منطقة جونغ في قلب سول، وهي منطقة غنية بالتقاليد والحداثة. فهي تعد مركزا للحداثة، حيث تتجمع المرافق مثل المباني المكتبية الشاهقة والمتاجر الكبرى ومراكز التسوق، وكذلك مركز تقاليدية حيث يمكن العثور على مواقع تاريخية قيّمة مثل قصر دوكسو ونامدايمن. بالإضافة إلى منطقة Gwangtonggwan، أقدم مبنى مصرفي لا زال قيد التشغيل في كوريا الجنوبية. والذي تم تسجيله كواحد من المعالم الأثرية المحمية في المدينة في 5 مارس 2001.
بالإضافة إلى المواقع الثقافية مثل كاتدرائية ميونغ دونغ ومتحف بنك كوريا، توجد معالم شهيرة في سيول مثل برج إن سيول على جبل نام في منطقة جونغ. وتعد ميونغ دونغ هي واحدة من أشهر مناطق التسوق في كوريا الجنوبية، وواحدة من الوجهات السياحية المفضلة.

## الاقتصاد
تعتبر منطقة جونغ واحدة من أهم مراكز الأعمال في سول. بحيت تشمل عددا من الشركات البارزة في المنطقة متل مجموعة هانهوا وشينسيجي، هانجين، دوسان، إس كي تيليكوم، إل جي يو +، دايوو إنترناشيونال، ديهان لوجيستيكس، سانسانجونج للأسمنت، دايو لبناء السفن والهندسة البحرية، لوت شوبنغ وغيرها. بالإضافة إلى العديد من البنوك والشركات المالية الأخرى التي تتخد من المنطقة مقرا لها أمثال مجموعة كي بي المالية، مجموعة ووري المالية، مجموعة شينهان المالية، مجموعة هانا المالية، كوريا للتأمين على الحياة، سامسونغ لايف للتأمين، البنك الصناعي الكوري، بنك التبادل الكوري، سامسونج بطاقة المشاركة المحدودة. وكذا شركات الجرائد الكبرى مثل The Chosun Ilbo، JoongAng Ilbo ،The Dong-a Ilbo.
تدير الخطوط الجوية الفرنسية مكتبًا للتذاكر في الطابق الحادي عشر من مبنى الخطوط الجوية الكورية. كما يوجد لشركة طيران الصين مكتب في الطابقين الأول والثاني من مبنى هانسوانج في حي سيوسومون بالمنطقة. وتدير شركة خطوط كل اليابان الجوية مكتب سول في الغرفة 1501 في الطابق 15 من المبنى المركزي في سونغ دونغ-جونغ، مقاطعة جونغ. فيما تدير شركة جطوط هاينان الجوية مكتبها في كوريا الجنوبية في الجناح 1501 في مبنى ساميونغ في سونغ دونغ.

## التقسيمات الإدارية

التقسيمات الإدارية

| أحياء المجاورة | هانغل     | هانجا     |
| شيونغو دونغ    | 청구동    | 靑丘洞    |
| داسان دونغ     | 다산동    | 茶山洞    |
| حي دونغوا      | 동화동    | 東化洞    |
| حي أولجرو      | 을지로동  | 乙支路洞  |
| حي غوان غوي    | 광희동    | 光熙洞    |
| حي هوهيون      | 회현동    | 會賢洞    |
| حي هوانغاك     | 황학동    | 黃鶴洞    |
| حي جانغ تشونج  | 장충동    | 奬忠洞    |
| حي جونغ نيم    | 중림동    | 中林洞    |
| حي ميونغ       | 명동      | 明洞      |
| حي بيل         | 필동      | 筆洞      |
| حي سيندانغ     | 신당동    | 新堂洞    |
| حي سيندانغ 5   | 신당제5동 | 新堂第5洞 |
| حي سوغونغ      | 소공동    | 小公洞    |
| حي ياكسو       | 약수동    | 藥水洞    |